# Ekaterina Alekseevna Senjavina
Ekaterina Alekseevna Senjavina (in russo Екатерина Алексеевна Воронцова?; 1761 – Pisa, 25 agosto 1784) è stata una nobildonna russa.

## Biografia
Era la figlia del famoso ammiraglio Aleksej Naumovič Senjavin e di sua moglie Anne Elisabeth von Braude. Molto giovane, Ekaterina venne nominata damigella d'onore e presto divenne una delle favorite dell'imperatrice Caterina II.
Ekaterina aveva molti pretendenti a corte. Proprio in questo momento, con il coinvolgimento di Potemkin, l'imperatrice decise di fare sposare Ekaterina con Semën Romanovič Voroncov, al fine di allontanarla dalla corte.

## Matrimonio
Il matrimonio ebbe luogo il 18 agosto 1780. Ebbero due figli:
- Michail Semënovič (1782-1856), sposò Elizaveta Ksaver'evna Branickaja, ebbero sei figli;
- Ekaterina Semënovna (1783-1856), sposò George Herbert, XI conte di Pembroke, ebbero sei figli.

Dopo aver trascorso la luna di miele nella tenuta di Voroncov, tornarono a San Pietroburgo, dove nel maggio 1782 nacque il loro primo figlio, figlioccio dell'Imperatrice, e l'anno successivo nacque la bambina. Ekaterina si occupò personalmente dei suoi figli, al punto da trascurare la sua stessa salute.
Nel 1783, suo marito venne nominato ambasciatore in Italia e si trasferirono a Venezia. La vita a Venezia era costosa, vi era un clima sfavorevole per la malattia della moglie, per questo Voroncov scrisse per il suo rientro a San Pietroburgo. Voroncov fu felice di sapere che sarebbe stato trasferito in Inghilterra e cominciò a prepararsi per il suo arrivo a Londra. Ma la malattia di Ekaterina peggiorò nel giugno 1784.

## Morte
Invece di andare in Inghilterra, si trasferì a Pisa, con la speranza che il clima potesse migliorare la salute di sua moglie, ma ogni sforzo si rivelò inutile. Ekaterina morì di tubercolosi il 25 agosto 1784. Venne sepolta a Venezia.